# A Wrinkle in Time (2018)
A Wrinkle in Time is een Amerikaanse fantasy-avonturenfilm uit 2018, geregisseerd door Ava DuVernay en geschreven door  Jennifer Lee en Jeff Stockwell, gebaseerd op de gelijknamige roman (Nederlandse titel: Een rimpel in de tijd) uit 1962 van Madeleine L'Engle. De film is ook een remake van gelijknamige film uit 2003.

## Verhaal
De dertienjarige Meg Murry wordt beschouwd als een vreemde leerling op school. Meg lijdt aan een laag gevoel van eigenwaarde en haar broertje Charles Wallace, een zeer intelligent wonderkind, wordt ook gezien als een vreemde buitenstaander. Haar ouders zijn allebei natuurkundigen. Meg is getraumatiseerd sinds haar vader, dr. Alex Murry, vier jaar geleden onder mysterieuze omstandigheden verdween zonder een spoor na te laten.
Op een donkere en stormachtige nacht krijgt het gezin onverwacht bezoek van een mysterieuze en excentrieke jonge vrouw die zich voorstelt als de hemelse voogd, mevrouw Whatsit. Ze wordt vergezeld door Mevrouw Who, die spreekt door Shakespeare en Khalil Gibran te citeren en door de oudere Mevrouw Which, die de oudste en verstandigste van de drie vrouwen is. Ze vertellen hen over de verblijfplaats van de vader en leggen de kinderen uit waar hij verdween nadat hij de grenzen van ruimte en tijd had overwonnen. De meisjes hebben ook de macht om een Tesseract te gebruiken. Deze vijfdimensionale kracht stelt mensen in staat om intergalactisch te reizen in een mum van tijd. Onder leiding van de drie meisjes moeten ze vechten tegen de duistere krachten die het universum domineren, in de hoop de vermiste vader te vinden.
Vergezeld door haar klasgenoot Calvin O'Keefe beginnen Meg en haar broer Charles Wallace aan een reis door de magische plooi naar verschillende regio's van het universum. Ze landen eerst op een planeet met een weelderig, heuvelachtig en onwerkelijk landschap. Later worden ze naar een berggrot geleid, waar een orakel dat bekend staat als Happy Medium hen nog een belangrijke aanwijzing geeft voor hun missie. Uiteindelijk komen de kinderen aan bij Camazotz, een planeet waarvan de bewoners worden bestuurd door een computerachtig brein genaamd IT. Daar vinden ze hun vader na een paar avonturen, maar Meg's broer wordt nu gedomineerd door IT. Meg overwint IT met de kracht van liefde en zij, Charles, haar vader en Calvin keren terug naar de Aarde.

## Rolverdeling
| Acteur            | Personage       |
| ----------------- | --------------- |
| Storm Reid        | Meg Murry       |
| Oprah Winfrey     | Mrs. Which      |
| Reese Witherspoon | Mrs. Whatsit    |
| Mindy Kaling      | Mrs. Who        |
| Levi Miller       | Calvin O'Keefe  |
| Deric McCabe      | Charles Wallace |
| Chris Pine        | Mr. Murry       |
| Gugu Mbatha-Raw   | Mrs. Murry      |
| Zach Galifianakis | Happy Medium    |
| Michael Peña      | Red             |
| André Holland     | James Jenkins   |
| Rowan Blanchard   | Veronica Kiley  |
| Bellamy Young     | Camazotz Woman  |
| David Oyelowo     | IT (stem)       |

## Release
De film ging in première op 26 februari 2018 in het El Capitan Theatre op Hollywood Boulevard, Los Angeles. Op 9 maart 2018 werd de film uitgebracht in de Verenigde Staten. In Nederland en België stond A Wrinkle in Time gepland op 4 april 2018, maar werd geannuleerd door harde kritiek en tegenvallende bezoekers aantallen in de Verenigde Staten.

## Ontvangst
Op Rotten Tomatoes werd de film verdeeld ontvangen met 42% goede reviews, gebaseerd op 328 beoordelingen. Op Metacritic kreeg de film een metascore van 53/100, gebaseerd op 52 critici.